# Fernando Martín Espina
Fernando Martín Espina (ur. 25 marca 1962 w Madrycie, zm. 3 grudnia 1989 tamże) – hiszpański koszykarz grający na pozycjach centra lub silnego skrzydłowego. 1 marca 2007 roku został członkiem FIBA Hall of Fame. Był pierwszym hiszpańskim koszykarzem w lidze NBA. Jego syn, Jan Martín, również jest koszykarzem.

## Kariera klubowa
Pierwszym klubem zawodnika był hiszpański Estudiantes Madryt, w którym występował w latach 1979-1981. Następnie trafił do Realu Madryt. Z zespołem tym zdobył 3 tytuły mistrza Hiszpanii w latach 1982, 1984, 1985, po czym postanowił wyjechać do USA, aby spełnić swoje marzenie i zagrać w NBA. W drafcie NBA w 1985 roku został wybrany w drugiej rundzie, z numerem 38, przez New Jersey Nets, jednak szybko wrócił do Hiszpanii i w sezonie 1985/86 pomógł Realowi zdobyć kolejny tytuł mistrza Hiszpanii. Dzięki udanym występom na rozgrywanych rok wcześniej Mistrzostwach Europy w 1986 roku ponownie wyjechał do USA, gdzie podpisał kontrakt z klubem Portland Trail Blazers. W rozgrywkach NBA zadebiutował 12 października 1986 r. w spotkaniu przeciwko Chicago Bulls, stając się tym samym pierwszym Hiszpanem oraz pierwszym Europejczykiem w historii, który bez wcześniejszych występów w amerykańskich drużynach uniwersyteckich zagrał w tej lidze. Espina miał problemy z aklimatyzacją w nowym środowisku, a także z kontuzją, która wykluczyła go z gry na dwa miesiące, co spowodowało, że zagrał w zaledwie 24 meczach sezonu, przebywając na parkiecie przez 147 minut. Jego statystyki były stosunkowo niskie – łącznie zdobył 22 punkty, 28 zbiórek i 9 asyst – i sprawiły, że po zakończeniu sezonu ponownie wrócił do Realu Madryt, gdzie występował do 1989 roku. 3 grudnia tego roku doszło do tragicznego wypadku samochodowego pod Madrytem, w którym jadący własnym samochodem Espina zginął. Po tym tragicznym zdarzeniu numer koszulki, w którym występował przez całą karierę (10), został zastrzeżony w Realu Madryt i nie wystąpił w nim żaden inny koszykarz tego klubu. W 1991 roku hala Polideportivo Fernando Martin należąca do hiszpańskiego zespołu Baloncesto Fuenlabrada zostało nazwana jego imieniem. Ponadto w 2009 roku podczas konkursu wsadów na NBA All-Star Weekend Hiszpan Rudy Fernández wystąpił w koszulce Fernando Martína z czasów jego gry w Portland Trail Blazers. W tym samym roku, 5 grudnia, ACB postanowiła uczcić pamięć koszykarza przerywając spotkanie Realu Madryt z zespołem Power Electronics Walencja w 10 minucie gry.

## Kariera reprezentacyjna
Zagrał łącznie w 86 spotkaniach reprezentacji Hiszpanii. Był uczestnikiem mistrzostw Europy w 1981, 1983 i 1985 roku. Wraz z drużyną narodową zdobył srebrny medal podczas Mistrzostw Europy w 1983 roku, a dwa lata później został wybrany do najlepszej piątki turnieju. Brał udział również w igrzyskach olimpijskich w 1984 roku, gdzie wraz z reprezentacją Hiszpanii zdobył srebrny medal.

## Sukcesy zespołowe[3]
- Igrzyska Olimpijskie
  - Srebrny medal – Hiszpania – Letnie Igrzyska Olimpijskie 1984
- Mistrzostwa Europy
  - Srebrny medal – Hiszpania – Mistrzostwa Europy w Koszykówce 1983
- Puchar Saporty
  - Zwycięzca – Real Madryt – 1984, 1989
- Puchar Koracza
  - Zwycięzca – Real Madryt – 1988
- Mistrzostwo Hiszpanii
  - Mistrzostwo – Real Madryt – 1982, 1984, 1985, 1986
- Puchar Hiszpanii
  - Zwycięzca – Real Madryt – 1985, 1986, 1989

## Osiągnięcia indywidualne
- Wybrany do Najlepszej piątki turnieju na Mistrzostwach Europy w 1985 roku – 1985
- Wybrany do grona 50 najlepszych koszykarzy według FIBA[4] – 1991
- Członek FIBA Hall of Fame – od 1 marca 2007 roku